# Нако Чакмаков
Нако Александров Чакмаков е български футболист, полузащитник, треньор. Една от легендите на ЦСКА (София). Той е първият капитан на отбора, създаден през 1948 година.

### Кратка спортна биография
Роден е на 13 август 1921 година в София в семейството на българи бежанци от Кукуш.
Играл е за Ботев (София) (1936 – 1944), Септември (1945 – 1948) и ЦСКА (1948 – 1949). Има 61 мача и 24 гола в шампионата (32 мача с 14 гола за Ботев, 21 мача с 9 гола за Септември и 8 мача с 1 гол за ЦСКА). Шампион на България през 1948 г. с ЦСКА. По време на престоя си в ЦСКА води спортно-техническите тренировки докато треньорът Константин Николов – Замората води тренировките за физическа издръжливост. Има 6 мача за „А“ националния отбор (1941 – 1948).
Завършва треньорска школа при ВИФ „Георги Димитров“ (1953) и футболна школа в Москва (1954). Треньор на ВВС (София) (1954 – 1956), Ботев (Пловдив) (1956), Спартак (София) (1956 – 1958), Локомотив (София) (1958 – 1960) и Омония (Кипър) (1960 – 1962 – шампион през 1961 г.), както и на „Б“ националния отбор (1955 – 1957) в 12 мача и на младежкия национален отбор (1955) в 2 мача.
След това дълги години е търговски представител на България в Канада, Австралия и Япония.

### Семейство
Баща е на бизнесмена, филантроп и един от най-известните привърженици на ЦСКА (София) Александър Чакмаков.

## Виж още
- Профил на Нако Чакмаков в fcCSKA.com